# Società Sportiva Lazio 1938-1939
Questa voce raccoglie le informazioni riguardanti la Società Sportiva Lazio nelle competizioni ufficiali della stagione 1938-1939.

## Stagione
La Lazio partecipò al campionato di Serie A 1938-1939 classificandosi al decimo posto con 28 punti.
In Coppa Italia la Lazio superò i sedicesimi di finale battendo l'Atalanta per 1-0 allo Stadio del PNF e fu eliminata al turno successivo dal Milano.

## Organigramma societario
Area direttiva
- Presidente: Remo Zenobi

Area tecnica
- Direttore tecnico: József Viola, da febbraio[3] Luigi Allemandi e Alfredo Di Franco

## Rosa
| N. |                    | Ruolo | Calciatore          |
| -- | ------------------ | ----- | ------------------- |
|    | Italia (bandiera)  | P     | Giacomo Blason      |
|    | Italia (bandiera)  | P     | Corrado Giubilo     |
|    | Italia (bandiera)  | P     | Vincenzo Provera    |
|    | Italia (bandiera)  | D     | Luigi Allemandi     |
|    | Italia (bandiera)  | D     | Ferdinando Dal Pont |
|    | Uruguay (bandiera) | D     | Maximiliano Faotto  |
|    | Italia (bandiera)  | D     | Alessandro Ferri    |
|    | Italia (bandiera)  | D     | Alfredo Monza       |
|    | Italia (bandiera)  | D     | Renato Tofani       |
|    | Brasile (bandiera) | D     | Benedicto Zacconi   |
|    | Italia (bandiera)  | C     | Giuseppe Baldo      |
|    | Italia (bandiera)  | C     | Bruno Camolese      |
|    | Italia (bandiera)  | C     | Alessandro Capponi  |

| N. |                   | Ruolo | Calciatore        |
| -- | ----------------- | ----- | ----------------- |
|    | Italia (bandiera) | C     | Vittorio Dagianti |
|    | Italia (bandiera) | C     | Armando Palma     |
|    | Italia (bandiera) | C     | Libero Marchini   |
|    | Italia (bandiera) | C     | Luigi Milano      |
|    | Italia (bandiera) | C     | Luciano Ramella   |
|    | Italia (bandiera) | C     | Giovanni Riccardi |
|    | Italia (bandiera) | A     | Umberto Busani    |
|    | Italia (bandiera) | A     | Emilio Capri      |
|    | Italia (bandiera) | A     | Giovanni Costa    |
|    | Italia (bandiera) | A     | Giuseppe Mancini  |
|    | Italia (bandiera) | A     | Mario Panagini    |
|    | Italia (bandiera) | A     | Silvio Piola      |
|    | Italia (bandiera) | A     | Luigi Vettraino   |

## Calciomercato
| Acquisti | Acquisti        | Acquisti     | Acquisti          |
| R.       | Nome            | da           | Modalità          |
| -------- | --------------- | ------------ | ----------------- |
| D        | Luigi Allemandi | Venezia      | definitivo        |
| C        | Luciano Ramella | Pro Vercelli | definitivo        |
| A        | Mario Panagini  | Asti         | prestito militare |

| Cessioni | Cessioni           | Cessioni         | Cessioni      |
| R.       | Nome               | a                | Modalità      |
| -------- | ------------------ | ---------------- | ------------- |
| P        | Archimede Nardi    | Ambrosiana-Inter | definitivo    |
| D        | Luigi Strobbe      | Pisa             | definitivo    |
| C        | Italo Cobelli      |                  | fine carriera |
| C        | Armando Gasperotto | Vicenza          | definitivo    |
| C        | Benedetto Stella   | Fiorentina       | definitivo    |
| C        | Giuseppe Viani     | Livorno          | definitivo    |
| A        | Anfilogino Guarisi | Corinthians      | definitivo    |

## Risultati

### Serie A

#### Girone di andata
| Arbitro: | Scorzoni (Bologna) |

|            |           |          |
| Meazza 52’ | Marcatori | 8’ Piola |

| Arbitro: | Galeati (Bologna) |

|                             |           |              |
| Piola 45’ (rig.) Busani 70’ | Marcatori | 24’ Morselli |

| Arbitro: | Mastellari (Bologna) |

|                          |           |              |
| Cappellini 7’ Grossi 40’ | Marcatori | 85’ Riccardi |

| Arbitro: | Bertolio (Torino) |

|                              |           |            |
| Viani I 25’ (aut.) Baldo 53’ | Marcatori | 67’ Arcari |

| Arbitro: | Barlassina (Novara) |

|                            |           |  |
| Puricelli 29’ Andreolo 39’ | Marcatori |  |

| Arbitro: | Scorzoni (Bologna) |

|          |           |            |
| Capri 3’ | Marcatori | 52’ Petron |

| Arbitro: | Scotto (Savona) |

|           |           |  |
| Capri 57’ | Marcatori |  |

| Arbitro: | Bertolio (Torino) |

|                          |           |  |
| Boffi 10’, 65’ Capra 31’ | Marcatori |  |

| Arbitro: | Barlassina (Novara) |

|             |           |  |
| Zacconi 52’ | Marcatori |  |

| Arbitro: | Ciamberlini (Genova) |

|             |           |  |
| Gabetto 26’ | Marcatori |  |

| Arbitro: | Moretti (Genova) |

|           |           |  |
| Piola 44’ | Marcatori |  |

| Arbitro: | Ciamberlini (Genova) |

|                           |           |             |
| Stella 18’ Bonistalli 44’ | Marcatori | 77’ Zacconi |

| Arbitro: | Soliani (Genova) |

|                         |           |                    |
| Busani 21’ Camolese 58’ | Marcatori | 88’ Sentimenti III |

| Arbitro: | Scorzoni (Bologna) |

|  |           |                       |
|  | Marcatori | 3’ Zacconi 39’ Busani |

| Roma 22 gennaio 1939 15ª giornata | Lazio               | 0 – 0 referto | Napoli | Stadio del PNF\| Arbitro: \| Barlassina (Novara) \| |
| Arbitro:                          | Barlassina (Novara) |               |        |                                                     |

#### Girone di ritorno
| Arbitro: | Zelocchi (Modena) |

|            |           |                              |
| Zacconi 4’ | Marcatori | 21’ Ferraris II 40’ Barsanti |

| Arbitro: | Scorzoni (Bologna) |

|                        |           |           |
| Genta 43’ Cattaneo 44’ | Marcatori | 65’ Piola |

| Arbitro: | Bertolio (Torino) |

|           |           |  |
| Piola 76’ | Marcatori |  |

| Arbitro: | Mattea (Torino) |

|               |           |                                  |
| Stua 45’, 59’ | Marcatori | 2’ Piola 84’ Busani 87’ Dagianti |

| Arbitro: | Barlassina (Novara) |

|            |           |                           |
| Busani 39’ | Marcatori | 14’ Sansone 83’ Puricelli |

| Arbitro: | Galeati (Bologna) |

|                                 |           |            |
| Allasio 8’ D'Odorico 64’ Bo 69’ | Marcatori | 47’ Busani |

| Arbitro: | Ciamberlini (Genova) |

|                        |           |  |
| Romano 53’ Borrini 87’ | Marcatori |  |

| Arbitro: | Mattea (Torino) |

|                       |           |                    |
| Riccardi 1’ Capri 29’ | Marcatori | 32’ Loik 88’ Boffi |

| Arbitro: | Zelocchi (Modena) |

|  |           |               |
|  | Marcatori | 63’ Vettraino |

| Arbitro: | Moretti (Genova) |

|              |           |            |
| Riccardi 35’ | Marcatori | 14’ Santià |

| Arbitro: | Pizziolo (Firenze) |

|                       |           |  |
| Trevisan 4’ Costa 62’ | Marcatori |  |

| Arbitro: | Saracini (Ancona) |

|                                              |           |  |
| Camolese 35’ Piola 37’, 43’, 83’ Ramella 85’ | Marcatori |  |

| Arbitro: | Mazza (Torre del Greco) |

|                                                       |           |  |
| Montanari 48’ Bazan 53’ Zironi 70’ Sentimenti III 86’ | Marcatori |  |

| Arbitro: | Scorzoni (Bologna) |

|           |           |                                   |
| Capri 12’ | Marcatori | 3’ Michelini 5’ Coscia 42’ Bonomi |

| Napoli 28 maggio 1939 30ª giornata | Napoli            | 0 – 0 referto | Lazio | Stadio Partenopeo\| Arbitro: \| Galeati (Bologna) \| |
| Arbitro:                           | Galeati (Bologna) |               |       |                                                      |

### Coppa Italia

#### Fase finale
| Arbitro: | Gamba (Napoli) |

|           |           |  |
| Baldo 31’ | Marcatori |  |

| Arbitro: | Scotto (Savona) |

|                         |           |              |
| Capra 39’ Remondini 55’ | Marcatori | 50’ Dagianti |

## Statistiche

### Statistiche di squadra
| Competizione               | Punti | In casa | In casa | In casa | In casa | In casa | In casa | In trasferta | In trasferta | In trasferta | In trasferta | In trasferta | In trasferta | Totale | Totale | Totale | Totale | Totale | Totale | DR  |
| Competizione               | Punti | G       | V       | N       | P       | Gf      | Gs      | G            | V            | N            | P            | Gf           | Gs           | G      | V      | N      | P      | Gf     | Gs     | DR  |
| -------------------------- | ----- | ------- | ------- | ------- | ------- | ------- | ------- | ------------ | ------------ | ------------ | ------------ | ------------ | ------------ | ------ | ------ | ------ | ------ | ------ | ------ | --- |
| Serie A                    | 28    | 15      | 8       | 4       | 3       | 22      | 14      | 15           | 3            | 2            | 10           | 11           | 26           | 30     | 11     | 6      | 13     | 33     | 40     | -7  |
| Coppa Italia               |       | 1       | 1       | 0       | 0       | 1       | 0       | 1            | 0            | 0            | 1            | 1            | 2            | 2      | 1      | 0      | 1      | 2      | 2      | 0   |
| Campionato Riserve         | 29    | 13      | 9       | 2       | 2       | 33      | 14      | 13           | 3            | 3            | 7            | 14           | 14           | 26     | 12     | 5      | 9      | 47     | 28     | +19 |
| Campionato Prima Divisione | 29    | 12      | 8       | 2       | 2       | 26      | 10      | 12           | 4            | 3            | 5            | 13           | 13           | 24     | 12     | 5      | 7      | 39     | 23     | +16 |
| Totale                     |       | 41      | 26      | 8       | 7       | 82      | 38      | 41           | 10           | 8            | 23           | 39           | 55           | 82     | 36     | 16     | 30     | 121    | 93     | +28 |

### Statistiche dei giocatori
Nel conteggio delle reti realizzate si aggiungano una autorete a favore in serie A, due autoreti a favore nel Campionato Riserve, due autoreti a favore e una rete di cui si ignora il marcatore nel Campionato di Prima Divisione.
| Giocatore       | Serie A  | Serie A | Coppa Italia | Coppa Italia | Campionato Riserve | Campionato Riserve | Campionato Prima Divisione | Campionato Prima Divisione | Totale   | Totale |
| Giocatore       | Presenze | Reti    | Presenze     | Reti         | Presenze           | Reti               | Presenze                   | Reti                       | Presenze | Reti   |
| --------------- | -------- | ------- | ------------ | ------------ | ------------------ | ------------------ | -------------------------- | -------------------------- | -------- | ------ |
| L. Allemandi    | 2        | 0       | -            | -            | 4                  | 0                  | -                          | -                          | 6        | 0      |
| G. Baldo        | 21       | 1       | 1            | 1            | 3                  | 1                  | -                          | -                          | 25       | 3      |
| G. Blason       | 25       | -31     | 2            | -2           | 2                  | -2                 | -                          | -                          | 29       | -35    |
| U. Busani       | 23       | 6       | -            | -            | -                  | -                  | -                          | -                          | 23       | 6      |
| M. Camilli      | -        | -       | -            | -            | -                  | -                  | 1                          | 0                          | 1        | 0      |
| B. Camolese     | 23       | 2       | 1            | 0            | 2                  | 0                  | -                          | -                          | 26       | 2      |
| A. Capponi      | 6        | 0       | -            | -            | 18                 | 5                  | -                          | -                          | 24       | 5      |
| E. Capri        | 17       | 4       | 2            | 0            | 8                  | 4                  | -                          | -                          | 27       | 8      |
| M. Corrado      | -        | -       | -            | -            | -                  | -                  | 15                         | -18                        | 15       | -18    |
| G. Costa        | 10       | 0       | -            | -            | 6                  | 3                  | -                          | -                          | 16       | 3      |
| V. Dagianti     | 8        | 1       | 1            | 1            | 21                 | 7                  | -                          | -                          | 30       | 9      |
| F. Dal Pont     | 2        | 0       | -            | -            | 15                 | 0                  | 1                          | 0                          | 18       | 0      |
| M. De Bernanrdi | -        | -       | -            | -            | -                  | -                  | 1                          | 0                          | 1        | 0      |
| A. De Pierro    | -        | -       | -            | -            | -                  | -                  | 1                          | 0                          | 1        | 0      |
| A. Di Santo     | -        | -       | -            | -            | -                  | -                  | 22                         | 0                          | 22       | 0      |
| E. D'Orazi      | -        | -       | -            | -            | 2                  | 0                  | 18                         | 0                          | 20       | 0      |
| M. Faotto       | 17       | 0       | 1            | 0            | 4                  | 0                  | -                          | -                          | 22       | 0      |
| R. Ferrarese    | -        | -       | -            | -            | 25                 | 0                  | -                          | -                          | 25       | 0      |
| A. Ferri        | 6        | 0       | 1            | 0            | 21                 | 0                  | -                          | -                          | 28       | 0      |
| R. Giovanardi   | -        | -       | -            | -            | 1                  | 0                  | 21                         | 0                          | 22       | 0      |
| C. Giubilo      | -        | -       | -            | -            | 8                  | -10                | 9                          | -5                         | 17       | -15    |
| U. Lombardini   | -        | -       | -            | -            | 1                  | 0                  | 18                         | 15                         | 19       | 15     |
| A. Longhi I     | -        | -       | -            | -            | 12                 | 1                  | 14                         | 4                          | 26       | 5      |
| O. Longhi II    | -        | -       | -            | -            | 5                  | 3                  | 12                         | 3                          | 17       | 6      |
| R. Magrelli     | -        | -       | -            | -            | 2                  | 0                  | 20                         | 1                          | 22       | 1      |
| G. Mancini      | 2        | 0       | 1            | 0            | 20                 | 4                  | -                          | -                          | 23       | 4      |
| G. Manfrè       | -        | -       | -            | -            | 9                  | 0                  | 15                         | 0                          | 24       | 0      |
| L. Marchini     | -        | -       | -            | -            | -                  | -                  | -                          | -                          | -        | -      |
| L. Milano       | 25       | 0       | 2            | 0            | -                  | -                  | -                          | -                          | 27       | 0      |
| A. Monza        | 30       | 0       | 2            | 0            | -                  | -                  | -                          | -                          | 32       | 0      |
| A. Mozzetta I   | -        | -       | -            | -            | -                  | -                  | 1                          | 1                          | 1        | 1      |
| Napoli          | -        | -       | -            | -            | -                  | -                  | 1                          | 0                          | 1        | 0      |
| A. Nardi        | -        | -       | -            | -            | 1                  | -3                 | -                          | -                          | 1        | -3     |
| A. Palma        | 1        | 0       | -            | -            | 22                 | 1                  | 2                          | 0                          | 25       | 1      |
| G. Palombini    | -        | -       | -            | -            | -                  | -                  | 15                         | 0                          | 15       | 0      |
| M. Panagini     | -        | -       | -            | -            | 6                  | 1                  | 8                          | 6                          | 14       | 7      |
| Pavoncello      | -        | -       | -            | -            | -                  | -                  | 1                          | 0                          | 1        | 0      |
| S. Piola        | 21       | 9       | 1            | 0            | -                  | -                  | -                          | -                          | 22       | 9      |
| V. Provera      | 5        | -9      | -            | -            | 15                 | -12                | -                          | -                          | 20       | -21    |
| L. Ramella      | 25       | 1       | 2            | 0            | -                  | -                  | -                          | -                          | 27       | 1      |
| L. Ruetta       | -        | -       | -            | -            | -                  | -                  | 1                          | 1                          | 1        | 1      |
| G. Riccardi     | 20       | 3       | 2            | 0            | 4                  | 0                  | -                          | -                          | 26       | 3      |
| G. Sentinelli   | -        | -       | -            | -            | 2                  | -0                 | 5                          | 0                          | 7        | 0      |
| V. Testa        | -        | -       | -            | -            | 5                  | 0                  | 15                         | 0                          | 20       | 0      |
| R. Tofani       | -        | -       | -            | -            | 19                 | 0                  | 2                          | 0                          | 21       | 0      |
| S. Tugnoli      | -        | -       | -            | -            | -                  | -                  | 20                         | 5                          | 20       | 5      |
| A. Vannucci     | -        | -       | -            | -            | -                  | -                  | 10                         | 0                          | 10       | 0      |
| F. Vanzini      | -        | -       | -            | -            | 8                  | 1                  | 14                         | 0                          | 22       | 1      |
| L. Vettraino    | 13       | 1       | 1            | 0            | 15                 | 14                 | -                          | -                          | 29       | 15     |
| B. Zacconi      | 28       | 4       | 2            | 0            | -                  | -                  | -                          | -                          | 30       | 4      |

## Riserve
La squadra riserve della Lazio ha disputato nella stagione 1938-1939 il Campionato Riserve e il Campionato di Prima Divisione.

### Rosa
| N. |                    | Ruolo | Calciatore          |
| -- | ------------------ | ----- | ------------------- |
|    | Italia (bandiera)  | P     | Giacomo Blason      |
|    | Italia (bandiera)  | P     | Michele Corrado     |
|    | Italia (bandiera)  | P     | Corrado Giubilo     |
|    | Italia (bandiera)  | P     | Archimede Nardi     |
|    | Italia (bandiera)  | P     | Vincenzo Provera    |
|    | Italia (bandiera)  | D     | Luigi Allemandi     |
|    | Italia (bandiera)  | D     | Romano Camilli      |
|    | Italia (bandiera)  | D     | Ferdinando Dal Pont |
|    | Italia (bandiera)  | D     | Mario De Bernardi   |
|    | Italia (bandiera)  | D     | Aldo De Pierro      |
|    | Italia (bandiera)  | D     | Aldo Di Santo       |
|    | Uruguay (bandiera) | D     | Maximiliano Faotto  |
|    | Italia (bandiera)  | D     | Renato Ferrarese    |
|    | Italia (bandiera)  | D     | Alessandro Ferri    |
|    | Italia (bandiera)  | D     | Rolando Giovanardi  |
|    | Italia (bandiera)  | D     | Guido Manfrè        |
|    | Italia (bandiera)  | D     | Giovanni Palombini  |
|    | Italia (bandiera)  | D     | Vittorio Testa      |
|    | Italia (bandiera)  | D     | Renato Tofani       |
|    | Italia (bandiera)  | C     | Giuseppe Baldo      |
|    | Italia (bandiera)  | C     | Bruno Camolese      |
|    | Italia (bandiera)  | C     | Alessandro Capponi  |

| N. |                   | Ruolo | Calciatore         |
| -- | ----------------- | ----- | ------------------ |
|    | Italia (bandiera) | C     | Vittorio Dagianti  |
|    | Italia (bandiera) | C     | Roberto Magrelli   |
|    | Italia (bandiera) | C     | Armando Palma      |
|    | Italia (bandiera) | C     | Pavoncello         |
|    | Italia (bandiera) | C     | Giovanni Riccardi  |
|    | Italia (bandiera) | C     | Luciano Ruetta     |
|    | Italia (bandiera) | C     | Giulio Sentinelli  |
|    | Italia (bandiera) | C     | Stelio Tugnoli     |
|    | Italia (bandiera) | A     | Emilio Capri       |
|    | Italia (bandiera) | A     | Giovanni Costa     |
|    | Italia (bandiera) | A     | Elvezio D'Orazi    |
|    | Italia (bandiera) | A     | Umberto Lombardini |
|    | Italia (bandiera) | A     | Armando Longhi I   |
|    | Italia (bandiera) | A     | Otello Longhi II   |
|    | Italia (bandiera) | A     | Giuseppe Mancini   |
|    | Italia (bandiera) | A     | Arturo Mozzetta I  |
|    | Italia (bandiera) | A     | Napoli             |
|    | Italia (bandiera) | A     | Mario Panagini     |
|    | Italia (bandiera) | A     | Angelo Vannucci    |
|    | Italia (bandiera) | A     | Ferdinando Vanzini |
|    | Italia (bandiera) | A     | Luigi Vettraino    |